# Paul Franke
Pour les articles homonymes, voir Franke.
Paul Franke, né en 1888 et mort en 1950, est un patineur artistique allemand qui concourt dans les années 1920 ; il est double champion d'Allemagne en 1927 et 1929.

## Biographie

### Carrière sportive
Paul Franke monte dix fois sur le podium des championnats d'Allemagne, dont deux fois sur la plus haute marche en 1927 et 1929. Son plus grand concurrent allemand de l'époque est Werner Rittberger.
Il représente son pays à quatre championnats d'Europe (1924 à Davos, 1925 à Triberg im Schwarzwald, 1927 à Vienne et 1929), deux mondiaux à Berlin (1926 et 1928) et aux Jeux olympiques d'hiver de 1928 à Saint-Moritz.

## Palmarès
| Compétition                                                                                               | 1920 | 1921 | 1922 | 1923 | 1924 | 1925 | 1926 | 1927 | 1928 | 1929 |
| Jeux olympiques                                                                                           | JI   |      |      |      | JI   |      |      |      | 12e  |      |
| Championnats du monde                                                                                     | CA   | CA   |      |      |      |      | 9e   | F    | 8e   |      |
| Championnats d’Europe                                                                                     | CA   | CA   |      |      | 6e   | 6e   |      | 5e   |      | 6e   |
| Championnats d'Allemagne                                                                                  | 2e   | 2e   | 3e   | 2e   | 2e   | 2e   | 2e   | 1er  | 2e   | 1er  |
| Légende : F = Forfait ; JI = Jeux olympiques interdits aux athlètes allemands ; CA = Championnats annulés |      |      |      |      |      |      |      |      |      |      |